# Lothar Thoms
Lothar Thoms (Guben, 1956. május 18. – 2017. november 5.) olimpiai bajnok német kerékpárversenyző.

## Pályafutása
1980-ban a moszkvai olimpián 1000 méteres időfutam versenyszámban aranyérmet nyert a szovjet Alekszandr Panfilov és a jamaicai David Weller előtt.

## Sikerei, díjai
- Olimpiai játékok
  - aranyérmes: 1980, Moszkva